# Émile Boilvin
Émile Boilvin est un peintre et graveur français du XIXe siècle né à Metz le 7 mai 1845 et mort à Paris 14e le 31 juillet 1899.

## Biographie

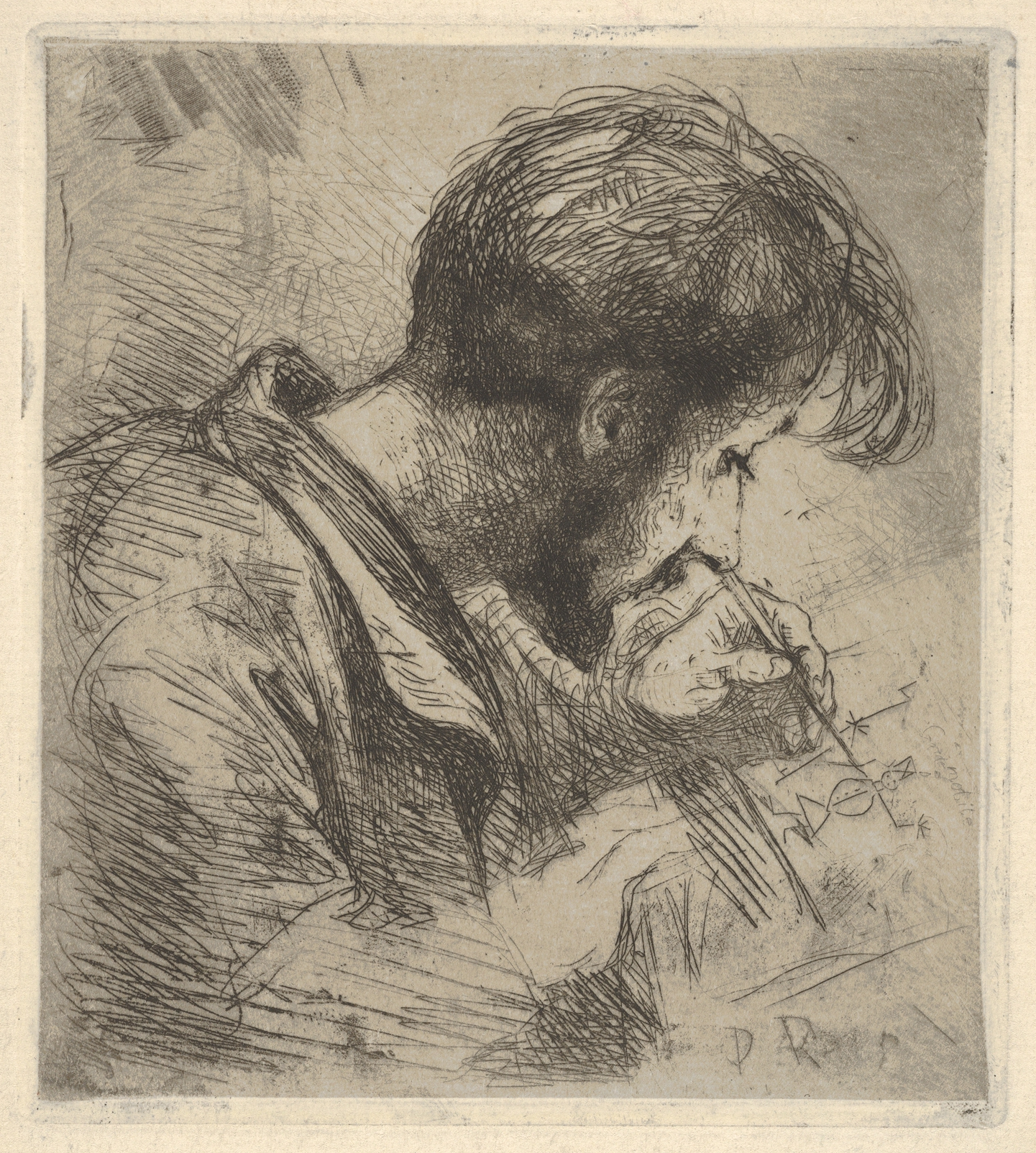
Portrait de Paul Adolphe Rajon (1867), eau forte pleine d'humour, les deux artistes étant amis (New York, The Met).

Fils d'un commerçant messin, Émile Boilvin naît le 7 mai 1845 à Metz, en Moselle. 
Passionné par l'art, il s'inscrit à l'école des Beaux-arts en avril 1864. Il devient l'élève d'Isidore Pils et de Pierre Edmond Alexandre Hédouin.
Il expose au Salon de peinture et de sculpture, dans la section "Graveurs français", à partir de 1865. Il y obtient plusieurs médailles en 1877, 1879 et 1882. Il obtient le "Grand prix" de l'exposition universelle de 1889. 
Outre ses transpositions d’œuvres picturales, Émile Boilvin grave également des eaux-fortes originales. 
Émile Boilvin meurt à Paris le 31 juillet 1899,. 
Il a pour élève Frédéric-Émile Jeannin.

## Œuvre
Nemours, Château-Musée
- Portrait de jeune fille, 1870, huile sur toile, 54 x 40 cm.
- Le Peintre graveur Edmond Hédouin (1820-1889) dans son atelier, eau-forte, 41 x 30 cm.

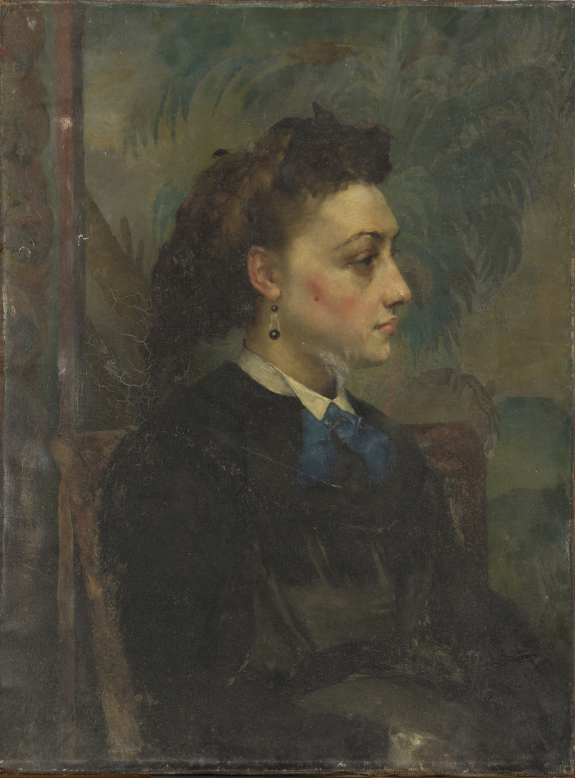
Portrait de jeune fille, 1870, huile sur toile, 54 x 40 cm. Nemours, Château-Musée, 1903.99.1

- Henri IV, (estampe) musée national du château de Pau[4].
- Croquis (dessin), musée du Louvre département des Arts graphiques, Paris[4].
- Homme coiffé d'un grand feutre, assis sur le sol (dessin), musée du Louvre département des Arts graphiques, Paris[4].
- Portrait de femme assise, de profil vers la gauche, le visage de face(dessin), musée du Louvre département des Arts graphiques, Paris[4].
- Tête de d'homme, de trois quarts vers la gauche, les yeux au ciel(dessin), musée du Louvre département des Arts graphiques, Paris[4].
- Tête de femme, légèrement tournée vers la droite, les yeux baissés(dessin), musée du Louvre département des Arts graphiques, Paris[4].

## Distinction
- Chevalier de la Légion d'honneur en 1889[5].